# Eider Merino
Merino   Cortazar est un nom espagnol. Le premier nom de famille, en général paternel, est   Merino ; le second, en général maternel, souvent omis, est Cortazar.
Eider Merino Cortazar, née le 2 août 1994 à Balmaseda, est une coureuse cycliste espagnole. Elle est membre de la formation Movistar.

## Biographie
Elle est la sœur cadette du cycliste professionnel Igor Merino.
En 2014, elle remporte le classement de la meilleure jeune de l'Emakumeen Euskal Bira.

## Palmarès sur route
- 2011
  -  Championne d'Espagne sur route juniors
  - 3e du championnat d'Espagne du contre-la-montre juniors
- 2012
  - 2e du championnat d'Espagne sur route juniors
- 2015
  - 3e de  La Classique Morbihan
- 2017
  - 3e de Durango-Durango Emakumeen Saria
- 2018
  -  Championne d'Espagne sur route
  - 4e étape du Tour cycliste féminin international de l'Ardèche
  - 2e du championnat d'Espagne du contre-la-montre
  - 3e du Tour cycliste féminin international de l'Ardèche
- 2019
  - 3e du Tour de l'Ardèche
- 2020
  - 3e du championnat d'Espagne sur route

### Classements mondiaux
| Année                                 | 2014 | 2015 | 2016 | 2017 | 2018 | 2019 | 2020 | 2021 | 2022  | 2023 |
| ------------------------------------- | ---- | ---- | ---- | ---- | ---- | ---- | ---- | ---- | ----- | ---- |
| Classement UCI                        | 568e | 236e | 359e | 112e | 72e  | 74e  | 110e | 148e | 1008e | 711e |
| UCI World Tour                        |      |      | nc   | nc   | 84e  | 85e  | 133e | 99e  | 229e  | 237e |
|                                       |      |      |      |      |      |      |      |      |       |      |
| Légende : nc = non classéSource : UCI |      |      |      |      |      |      |      |      |       |      |

## Palmarès en cyclo-cross
- 2009
  -  Championne d'Espagne de cyclo-cross cadettes